# Aglaophis fasciatus
Aglaophis fasciatus is een keversoort uit de familie boktorren (Cerambycidae). De wetenschappelijke naam van de soort is voor het eerst geldig gepubliceerd in 1857 door Thomson.